# 박주용 (1984년)
박주용(1984년 9월 6일 ~ )은 대한민국의 배우이다. 연극으로 데뷔하였으며 이후 방송에 진출하여 많은 드라마에 출연하였다.

## 이력
2007년 연극배우 첫 데뷔하였다.

## 학력
- 상명대학교 연극학과 학사

## 출연작

### 드라마
- 《두근두근 달콤》 (KBS2, 2011년)
- 《내 마음 반짝반짝》 (SBS, 2015년)
- 《부탁해요, 엄마》 (KBS2, 2015년)
- 《아임 쏘리 강남구》 (SBS, 2016년)
- 《언니는 살아있다》 (SBS, 2017년)
- 《배가본드》 (SBS 2019년) - 비행기 추락사고 피해자 가족 역
- 《멜로가체질》(JTBC 2019년) - 조연출 역
- 《낭만닥터 김사부2》(SBS 2020년) - 돌담병원 구조대원 역
- 《런 온》(JTBC 2021년) - 아토즈 매니져 역

### 뮤지컬
- 《두근두근》 (2008년) - 맨입 사운드의 재롱둥이 / 귀염둥이 역

### 연극
- 《라이어 3탄》 (2007년) - 카봉 역
- 《뉴보잉보잉》 (2009년) - 순성 역
- 《NEW 강풀의 순정만화》 (2009년) - 7배우 역
- 《그남자 그여자》 (2010년) - 그네들 역
- 《옥탑방 고양이》 (2010년) - 뭉치 역
- 《작업의 정석》 (2012년) - 멀티남 역
- 《웨딩브레이커》 (2013년) - 멀티남 역
- 《연애의 목적》 (2015년) - 이대로 역